# Eyeshield 21
Eyeshield 21 (jap. アイシールド21, Aishīrudo Nijūichi) ist eine Manga-Serie, die sich auf American Football konzentriert. Geschrieben wurde sie von Riichirō Inagaki und gezeichnet von Yūsuke Murata. Der Manga, der von 2002 bis 2009 erschien und über 6.000 Seiten umfasst, wurde für eine jugendliche, männliche Leserschaft konzipiert, lässt sich also der Shōnen-Gattung und dem Sport-Genre zuordnen.

## Handlung
Zu Beginn des neuen Schuljahres an der Oberschule Deimon Kōtōgakkō werben die verschiedenen Freizeitclubs um neue Mitglieder. Sena Kobayakawa (小早川 瀬那) kommt neu an die Schule und will eigentlich ein friedliches Oberschulleben führen. Bis dahin geriet er oft in Auseinandersetzungen mit Rowdys, denen er davonrannte und sich so eine herausragende Schnelligkeit antrainierte. Wegen dieser Fähigkeit wird er vom für Mobbing und Gewalttätigkeit berüchtigten Yōichi Hiruma (蛭魔 妖一), dem Quarterback der Schulmannschaft Deimon Devil Bats (泥門デビルバッツ) gezwungen, dem American-Football-Klub beizutreten. Zunächst lässt sich Sena nur als Manager auf den Klub ein, doch Yōichi drängt ihn, beim Training mitzumachen. Seine Kindheitsfreundin Mamori Anezaki (姉崎 まもり) macht sich bereits Sorgen um Sena, da Yōichi so einen schlechten Ruf hat. Sie ist im Disziplinarkomitee und bietet ihm Hilfe an.
Als beim nächsten Spiel noch Spieler fehlen, muss Sena mit Yōichi und dem Dritten im Klub, Ryōkan Kurita (栗田 良寛), weitere acht Spieler finden. Yōichi gelingt das wie üblich mit Tricks und auch Sena kann einen Mitschüler überzeugen. Aber damit es reicht, wird Sena als Runningback rekrutiert. Danach müssen sie gemeinsam ein Team aufbauen, um am einmal im Jahr stattfindenden Christmas Bowl, der nationalen Meisterschaft für Oberschüler, teilnehmen zu können. Sena wird mit seiner Geschwindigkeit dabei zur Geheimwaffe der Mannschaft. Bei seinen Einsätzen wird sein Gesicht stets von einem farbigen Sichtschutz mit Aufschrift „Eyeshield 21“ verdeckt, sodass seine Identität dabei verborgen bleibt.

## Veröffentlichungen des Mangas
Eyeshield 21 erschien in Japan von Juli 2002 bis Juni 2009 wöchentlich in Einzelkapiteln in Shūkan Shōnen Jump, dem meistverkauften Manga-Magazin. Der Shūeisha-Verlag brachte diese 333 Einzelkapitel, die als Downs bezeichnet werden, auch in Sammelbänden heraus, von denen insgesamt 37 erschienen. Zum 21. Jubiläum des Serienstarts erschien am 29. Januar 2024 ein 55 Seiten umfassender One Shot in Shūkan Shōnen Jump.
Auf Deutsch wird die Serie seit Oktober 2023 von Egmont Manga in bisher 13 Bänden veröffentlicht (Stand August 2025). Die Übersetzung stammt von Johannes Marschallek. Seit April 2025 erscheint die Reihe in Bundles, die zwei Bände umfassen. Der Manga erschien in Nordamerika zunächst in der englischsprachigen Shonen Jump und anschließend in Sammelbänden bei Viz. In Indonesien brachte Elex Media Komputindo die Bücher heraus. In französischer Übersetzung publizierte Glénat die Comicserie, auf Italienisch erschien sie bei Planet Manga.
In Japan erschienen zwei Artbooks zum Manga. Eyeshield 21 Irasuto Shū Field of Colors wurde am 2. November 2006 herausgegeben. Das zweite erschien als Paint Jump: Art of Eyeshield 21 am 19. Dezember 2008. Unter dem Titel Eyeshield 21 Kōshiki Databook: Chō Senshu Retsuden Balls High erschien am 4. Oktober 2005 außerdem ein Databook. Weiterhin erschienen zwei Light Novels. Zunächst am 24. März 2006 die von Katsumi Hasegawa geschriebene Eyeshield 21: Maboroshi no Golden Bowl, basierend auf dem gleichnamigen Kurzfilm von 2003. Es folgte am 26. Mai 2006 Eyeshield 21: Netto no Hundred Game!, geschrieben von Eijima Jun.

## Verfilmung
Als erste Verfilmung des Mangas entstand ein 30 Minuten langer Anime-Kurzfilm beim Studio Production I.G. Regie führte Tamaki Nakatsu, das Drehbuch schrieb Riichirō Inagaki und das Charakterdesign entwarfen Minoru Ueda und Miyako Yatsu. Die künstlerische Leitung lag bei Seiko Akashi, die Animationsarbeiten leitete Miyako Yatsu und für den Ton war Kazuhiro Wakabayashi verantwortlich. Für die Kameraführung war Kenji Kuwabara zuständig. Im September 2003 wurde der Kurzfilm unter dem Titel Eyeshield 21: Maboroshi no Golden Bowl bei der Jump Festa Tour und später erneut beim Jump Festa 2004 aufgeführt. Ein zweiter Kurzfilm folgte beim Jump Festa 2005.
Das Studio Gallop animierte auf Basis der Manga-Serie eine Anime-Serie für das japanische Fernsehen. Diese entstand unter der Regie Masayoshi Nishida. Die Drehbücher schrieb Nobuaki Kishima und die künstlerische Leitung lag bei Satoshi Shibata. Für die Adaption des Charakterdesigns waren Hirotaka Katō, Hirotoshi Takaya und Kazuyuki Kobayashi zuständig. Die Tonarbeiten leitete Yūki Matsuoka, die Kameraführung Kenji Akazawa. Auf dem Fernsehsender TV Tokyo lief von 6. April 2005 bis 19. März 2008 jede Woche eine neue Episode; insgesamt sind 145 Folgen ausgestrahlt worden. Der Anime erschien ab Juli 2006 auch auf DVD. Eine englische Synchronfassung erschien ebenfalls auf DVD und wurde von diversen Streamingplattformen veröffentlicht. Fassungen auf Spanisch und Tagalog wurden im Fernsehen ausgestrahlt. Darüber hinaus gibt es Lokalisationen in Chinesisch, Portugiesisch, Französisch und Koreanisch.

### Synchronsprecher
| Rolle           | japanischer Sprecher (Seiyū) |
| --------------- | ---------------------------- |
| Yōichi Hiruma   | Atsushi Tamura               |
| Sena Kobayakawa | Miyo Irino                   |
| Ryōkan Kurita   | Kouichi Nagano               |
| Taro Raimon     | Kappei Yamaguchi             |
| Mamori Anezaki  | Aya Hirano                   |
| Seijuro Shin    | Naoya Gomoto                 |
| Agon Kongo      | Takuya Kirimoto              |
| Suzuna Taki     | Shoko Nakagawa               |
| Hayato Akaba    | Daisuke Hirakawa             |

### Musik
Für den Kurzfilm komponierten Kenji Kawai und Shin Iwashina die Musik. Die Musik der Serie wurde komponiert von Kō Ōtani. Die Vorspannlieder sind:
- Break Through von Coming Century
- Innocence von 20th Centur
- Dang Dang von ZZ
- Blaze Line von Back-On
- Hanno no Runningback von Short Leg Summer

Für die Abspanne verwendete man die Lieder:
- Be Free von Rikkenzu
- Blaze Away von The Trax
- Goal von Beni Arashir
- Run to Win! von Aya Hirano, Miyu Irino, Koichi Nagano, Kappei Yamaguchi
- Dang Dang von ZZ
- A day dreaming… von Back-On
- flower von Back-On
- Song of Power von Short Leg Summer
- Innocence von 20th Century

## Spiele
In Japan erschienen mehrere Videospiele von Konami und Nintendo zur Manga- und Animeserie:
- Eyeshield 21: Let's Play American Football! Ya! Ha!! für PlayStation 2 am 22. Dezember 2005
- Eyeshield 21: Portable Edition für PlayStation Portable am 2. März 2006
- Eyeshield 21: Max Devil Power für Nintendo DS am 2. Februar 2006[7]
- Eyeshield 21: Devilbats Devildays für Game Boy Advance am 6. April 2006[8]
- Eyeshield 21: Field Saikyō no Senshi Tachi für Wii am 8. März 2007[9]

## Rezeption
In Japan gelangten viele der Bände in die Manga-Verkaufscharts, erstmals der zweite Band auf Rang 7. Die höchste Platzierung erreichte Band 33 mit Rang 1 und 205.000 verkauften Exemplaren in zwei Wochen. Der 37. und letzte Band erreichte mit 184.000 Verkäufen in zwei Wochen noch Rang 4. Im Jahr des Abschlusses hatten sich die Bände zusammengerechnet über 20 Millionen Mal verkauft. Der Anime erreichte in Japan mit der ersten Folge eine Einschaltquote von 7,5 %. Bei einer Zuschauerumfrage von TV Asahi zu den 100 beliebtesten Animeserien im Jahr 2006 landete Eyeshield 21 auf Platz 47.
Der Manga sei eine „spannende und unterhaltsame“ Sportserie und, typisch für das Genre, actionreich mit dynamischen Perspektiven erzählt sowie geschrieben für eine mit American Football nicht vertraute Leserschaft, so Jason Thompson. Die eigentlich sehr dramatische, ernsthafte Geschichte über den Weg des Teams durch Verlust und Erfahrungen werde durch den Humor aufgelockert. Der viele Slapstick-Humor sei reich an Stereotypen, Karikaturen und Anspielungen an amerikanische Klischees. Die Serie liefere einen frischen und unterhaltsamen Blick auf die üblichen Sport-Klischees, so das amerikanische School Library Journal. Die Zeichnungen erinnerten mit ihren unzähligen Details und Gags im Hintergrund an die Geschichten von Akira Toriyama.